# Aignerville
Aignerville is een plaats en voormalige gemeente in het Franse departement Calvados in de regio Normandië en telt 130 inwoners (2004). Op 1 januari 2017 fuseerde de gemeente met Écrammeville, Formigny en Louvières tot de commune nouvelle Formigny La Bataille. Ook deze gemeente maakt deel uit van het arrondissement Bayeux.

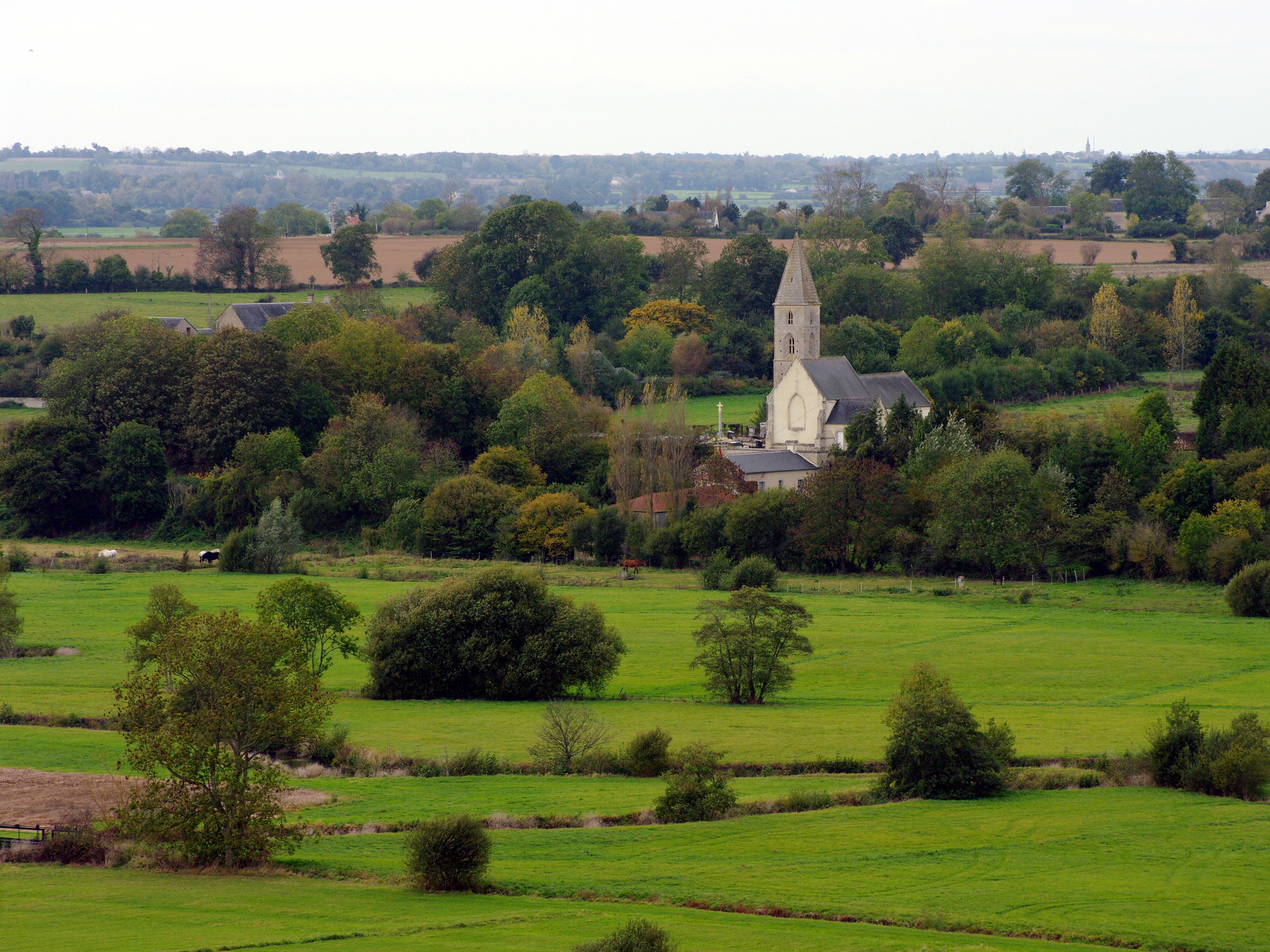
Uitzicht op Aignerville
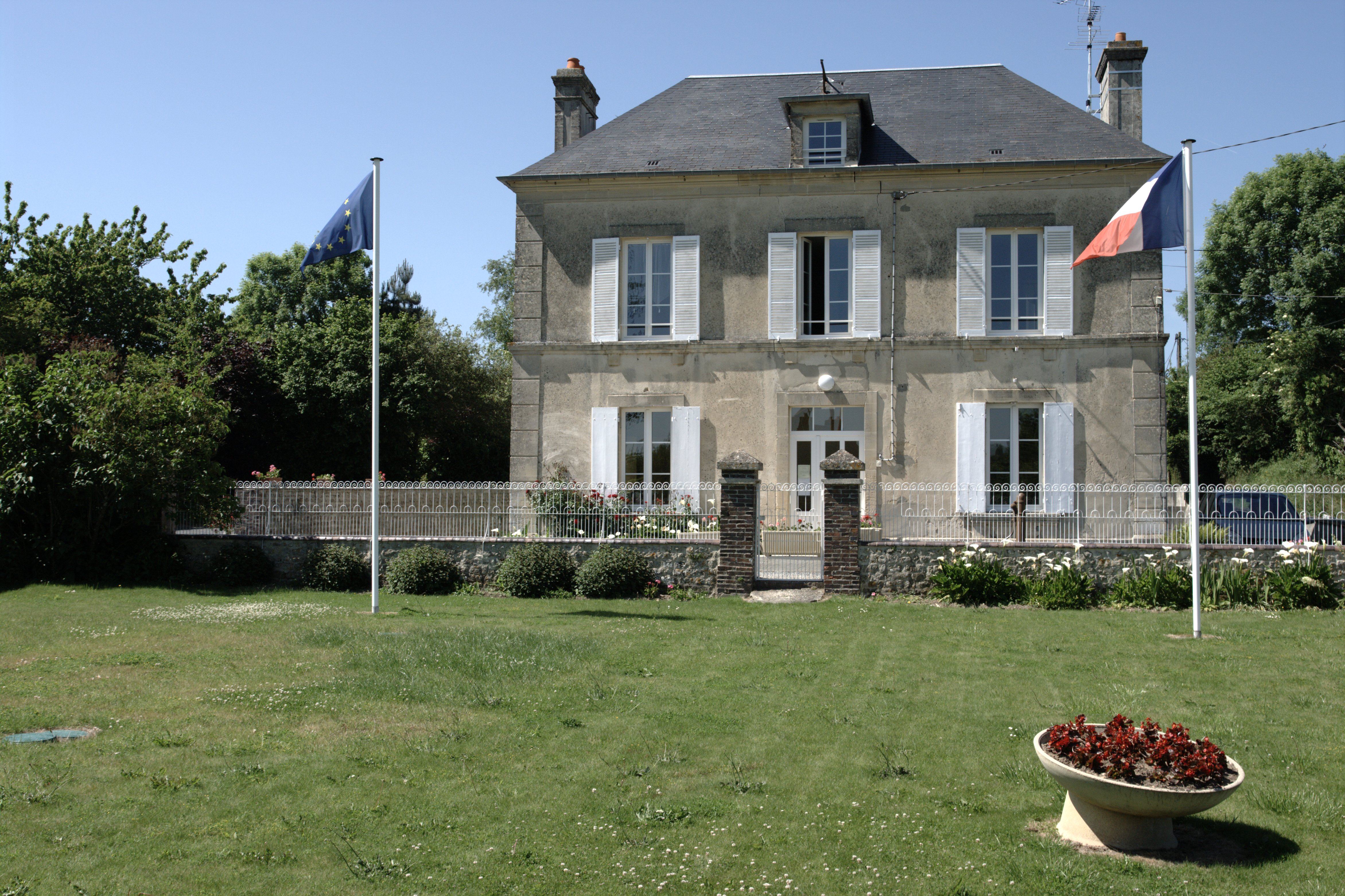
Voormalig gemeentehuis
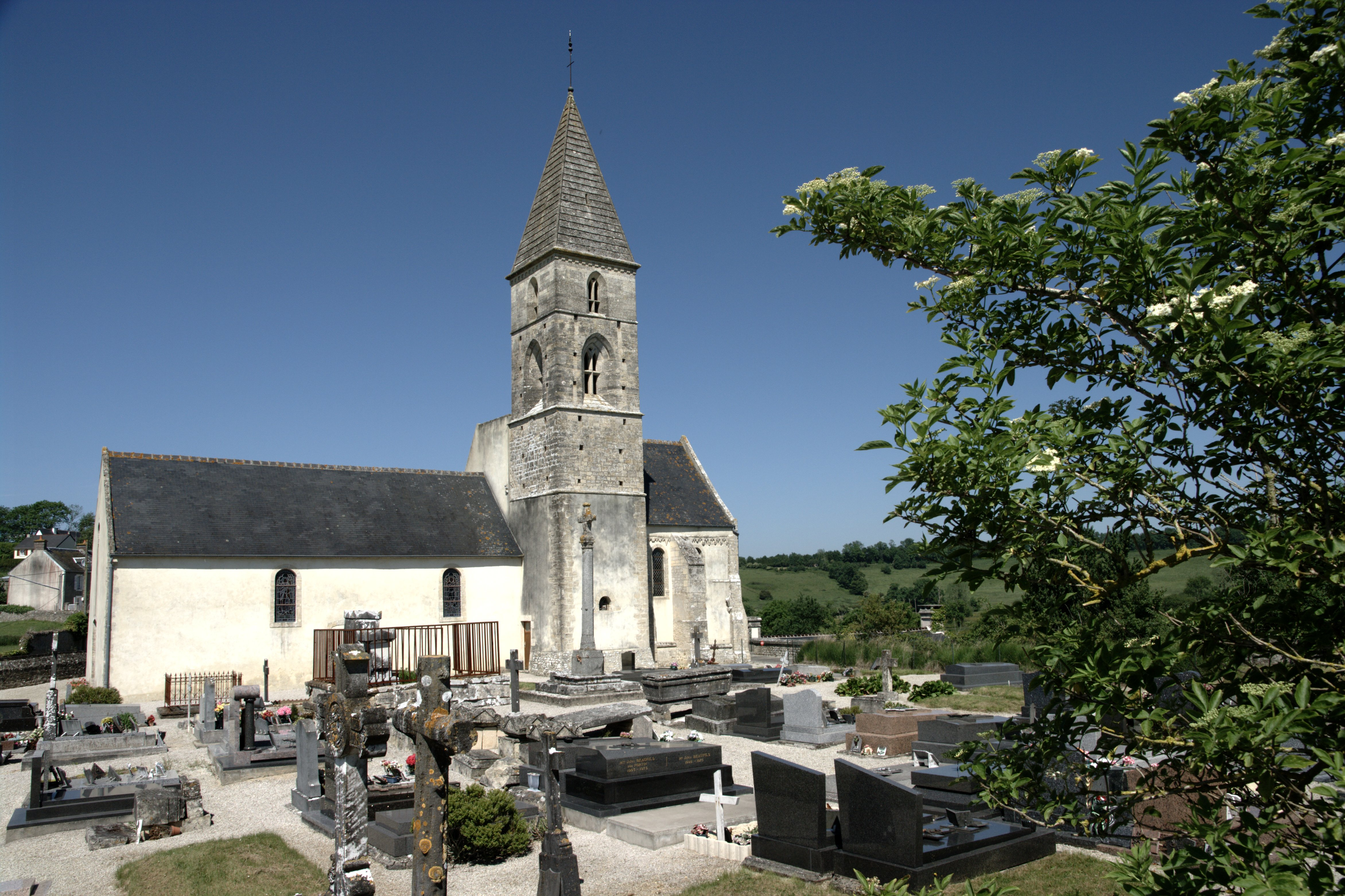
Kerk van Aignerville

## Geografie
De oppervlakte van Aignerville bedraagt 4,4 km², de bevolkingsdichtheid is 29,5 inwoners per km².
De onderstaande kaart toont de ligging van Aignerville met de belangrijkste infrastructuur en aangrenzende gemeenten.

## Demografie
Onderstaande figuur toont het verloop van het inwonertal (bron: INSEE-tellingen).

Vanwege een beveiligingsprobleem met de MediaWiki Graph-software is het momenteel niet mogelijk deze grafiek weer te geven. Zodra de software is bijgewerkt zal de grafiek vanzelf weer zichtbaar worden.
Aignerville · Écrammeville · Formigny · Louvières